# بيتر ألتميير
كان بيتر ألتميير (12 آب / أغسطس 1899 - 28 آب / أغسطس 1977) سياسي ألماني من حزب الوسط ثم انضم إلى الاتحاد الديمقراطي المسيحي. شغل منصب رئيس وزراء راينلند بالاتينات خلال الفترة من 1947 حتى 1969، كما شغل منصب رئيس البوندسرات الألماني في 1954 حتى 1955 و 1965 حتى 1966. ولد في ساربروكن وتوفي في كوبلنتس. وهو صاحب الرقم القياسي لأطول فترة في رئاسة وزراء ولاية ألمانية دون انقطاع، صاحب أطول فترة على الإطلاق هو برنهارد فوغل.

## روابط خارجية
- بيتر ألتميير على موقع مونزينجر (الألمانية)